# Plymouth (Utah)
Plymouth es un pueblo ubicado en el condado de Box Elder en el estado estadounidense de Utah. En el año 2000 tenía una población de 328 habitantes y una densidad poblacional de 234,4 personas por km².

## Geografía
Plymouth se encuentra ubicado en las coordenadas 41°52′35″N 112°8′44″O / 41.87639, -112.14556. Según la Oficina del Censo, la localidad tiene un área total de 1,4 km² (0,5 mi²), de la cual toda es tierra.

## Demografía
Según la Oficina del Censo en 2000, había 328 personas y 89 familias residentes en el lugar, 99,1% de los cuales eran personas de raza blanca y aproximadamente 1,5% de la población son de raza hispana o latina.
Según la Oficina del Censo en 2000 los ingresos medios por hogar en la localidad eran de $41,250, y los ingresos medios por familia eran $48,750. Los hombres tenían unos ingresos medios de $39,250 frente a los $16,607 para las mujeres. La renta per cápita para la localidad era de $15,377. Alrededor del 9.0% de la población estaban por debajo del umbral de pobreza.